# ارچگه
ارچگه (به صربی: Erčege) یک روستا در صربستان است که در ایوانئیتسا واقع شده‌است.
 ارچگه ۲۷٫۵۶ کیلومتر مربع مساحت و ۱۴۹ نفر جمعیت دارد.